# Hemiphanes erratum
Hemiphanes erratum är en stekelart som beskrevs av Humala 2007. Hemiphanes erratum ingår i släktet Hemiphanes och familjen brokparasitsteklar. Inga underarter finns listade i Catalogue of Life.